# Râul Negrea
Râul Negrea este un curs de apă, afluent al râului Lozova. 